# Eastland (Texas)
Eastland es una ciudad ubicada en el condado de Eastland en el estado estadounidense de Texas. En el Censo de 2010 tenía una población de 3.960 habitantes y una densidad poblacional de 431,06 personas por km².

## Geografía
Eastland se encuentra ubicada en las coordenadas 32°24′6″N 98°49′2″O / 32.40167, -98.81722. Según la Oficina del Censo de los Estados Unidos, Eastland tiene una superficie total de 9.19 km², de la cual 9.19 km² corresponden a tierra firme y (0%) 0 km² es agua.

## Demografía
Según el censo de 2010, había 3.960 personas residiendo en Eastland. La densidad de población era de 431,06 hab./km². De los 3.960 habitantes, Eastland estaba compuesto por el 88.28% blancos, el 2.02% eran afroamericanos, el 0.43% eran amerindios, el 0.73% eran asiáticos, el 0.1% eran isleños del Pacífico, el 7.2% eran de otras razas y el 1.24% pertenecían a dos o más razas. Del total de la población el 18.41% eran hispanos o latinos de cualquier raza.